# Sandite

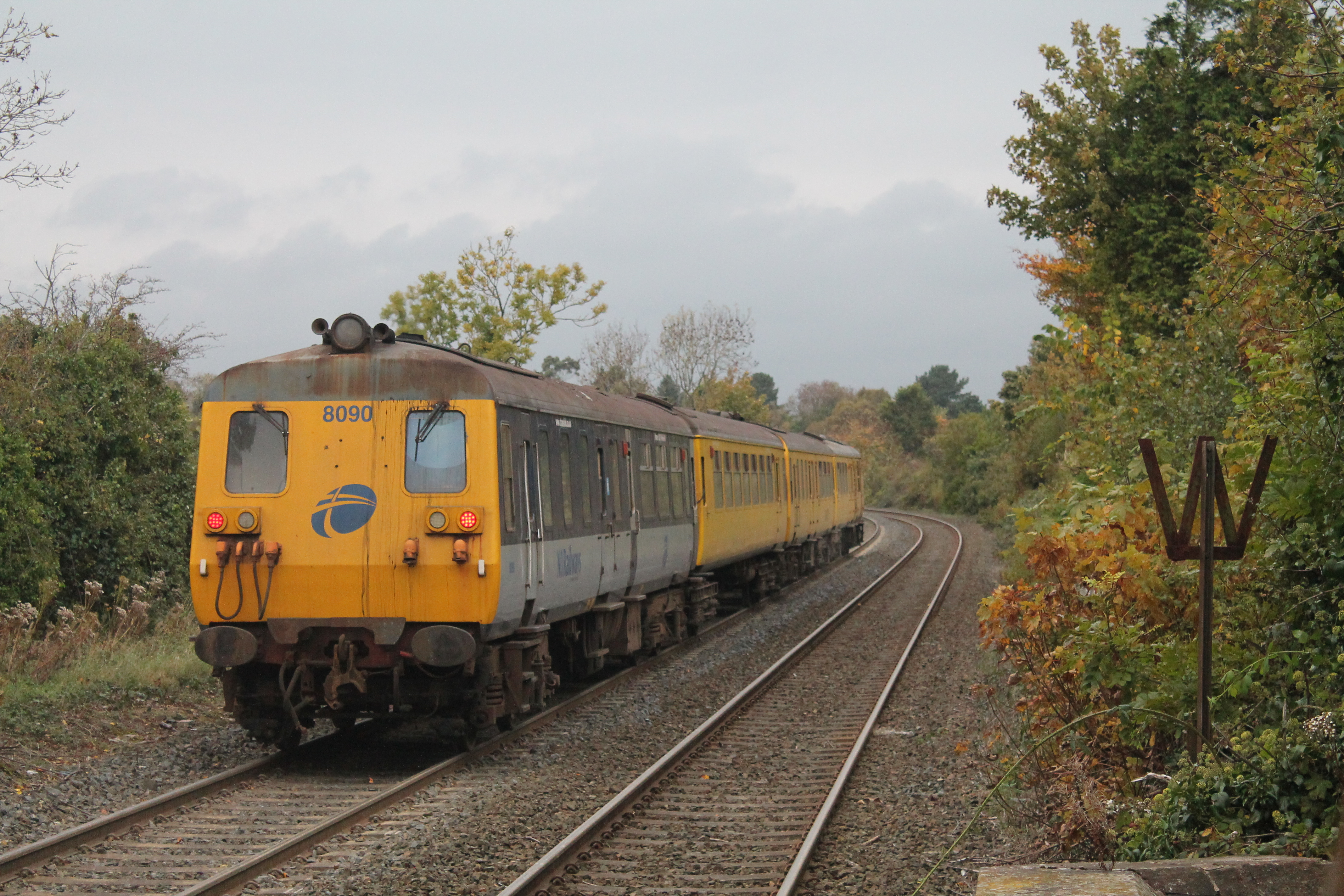
Antiguo tren de sandita de los Ferrocarriles de Irlanda del Norte; un vagón de la clase 80 convertido, representado aquí en Helen's Bay

Sandite (también denominado sandita en español) es el nombre de una sustancia utilizada en los ferrocarriles del Reino Unido, Irlanda, EE. UU., los Países Bajos, y Bélgica para paliar los problemas generados por las hojas caídas sobre las vías, que pueden hacer que las ruedas de los trenes resbalen, formando planos en las llantas. El Sandite consiste en una mezcla de arena, anticongelante y limaduras de acero.
La acumulación de hojas en la cabeza de los carriles también puede causar problemas en los sistemas de señalización, debido al efecto de aislamiento eléctrico de las hojas, que puede impedir el correcto funcionamiento de los circuitos de vía y la consiguiente detección de la presencia de un tren. 
British Rail realizó unos ensayos en 1976 para determinar la idoneidad del Sandite para su uso como mejorante de la adherencia de los carriles.

## Aplicación

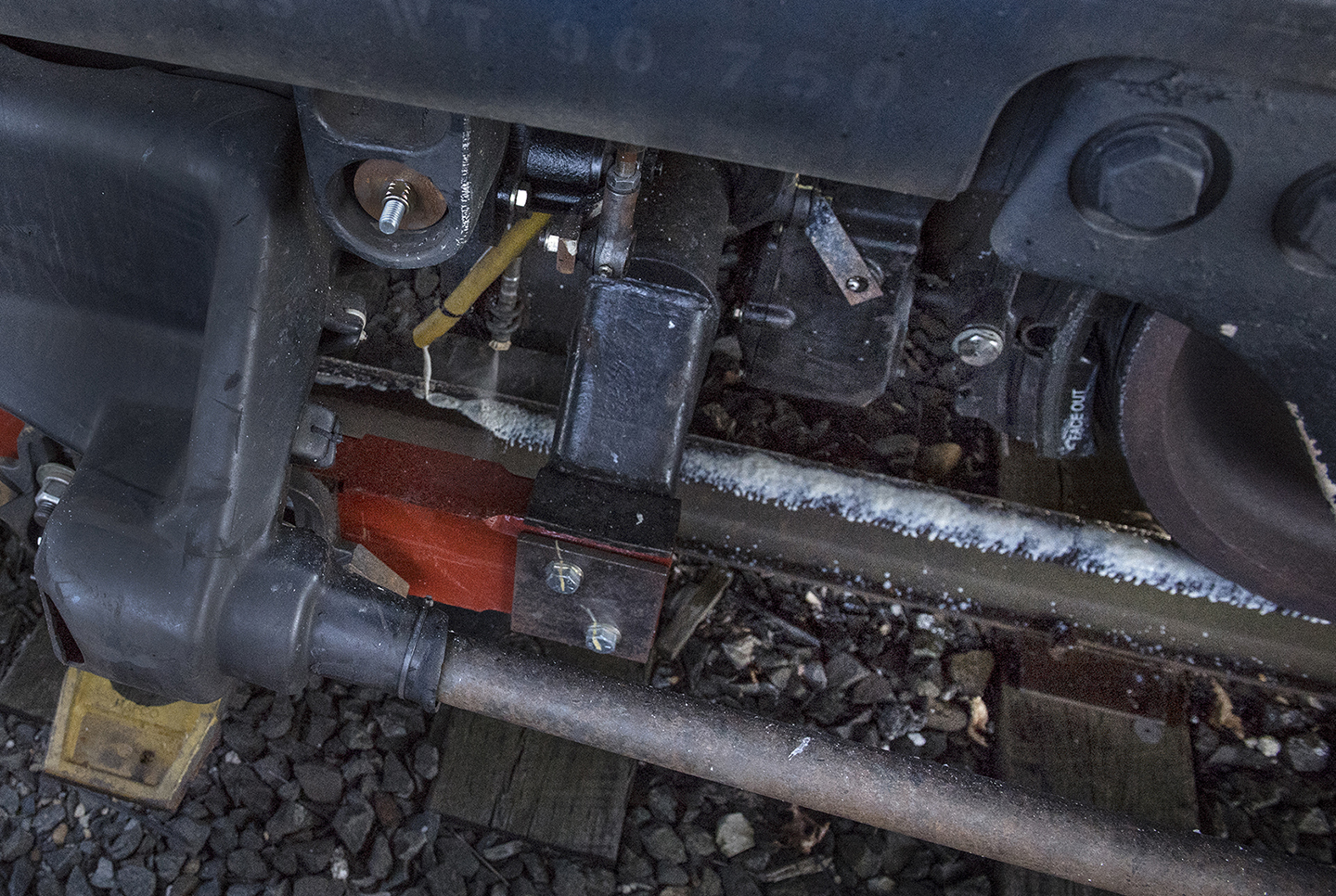
Sandita aplicada en las vías del Ferrocarril de Long Island

La sandita generalmente se aplica mediante un tren especial, que primero limpia las hojas caídas de los rieles con agua a alta presión y luego rocía la sandita sobre la superficie del carril. Para ayudar al personal del tren que aplica el Sandite a localizar los lugares donde distribuirlo, en Inglaterra y Gales se situaron en la vía marcadores negros sobre líneas amarillas:
- El primer signo, con tres franjas, avisa con anticipación de la presencia de un lugar de aplicación del Sandite
- El segundo signo, con dos rayas, indica dónde debe comenzar la aplicación
- El tercer signo, con una franja, indica dónde debe finalizar la aplicación

A partir de 1992, se instalaron paneles con marcadores en la región escocesa, basados en tableros octogonales blancos alternativos para indicar los puntos de inicio y finalización, sin señal de advertencia.
En los Países Bajos, el Sandite se aplica en los primeros trenes de pasajeros del día, con trenes especiales de mantenimiento disponibles también. 
La compañía belga Infrabel opera un tren especializado, con una máquina diésel en cada extremo.

## Equipo
Las unidades múltiples utilizadas para esta tarea han incluido: 
- British Rail Clase 937
- British Rail Clase 936
- British Rail Clase 951
- British Rail Clase 960
- British Rail Clase 930
- Ferrocarriles de Irlanda del Norte Clase 80
- Ferrocarriles de Irlanda del Norte MPV

Los Ferrocarriles Ingleses, Galeses & Escoceses y Weedfree Limited proporcionan locomotoras, conductores y operadores de equipos para el circuito de tratamiento de otoño, y Direct Rail Services proporciona locomotoras de trabajo para estos trenes.